# 杨公素
杨公素（1910年1月—2015年3月8日），原名佘贻泽，出生于重庆市巫溪县大河乡刘家坪。中华人民共和国政治人物、外交官。

## 生平
1928年春，进入东吴大学附中就读，1931年在东吴大学政治系学习，1935年毕业。1937年，毕业于燕京大学政治研究院。曾在国民党第39军做地下工作，1941年加入中国共产党。同年冒用好友、杨度的儿子杨公素的名字，化名为杨公素。后任中共北方中央局研究员、八路军总部秘书、解放区救济总署秘书组组长。
中华人民共和国成立后，历任天津市军管会外事处副处长、西藏自治区筹备委员会外事处处长。1963年，任外交部第一亚洲司副司长、中阿边界联委会中方副首席代表。1966年，接替张世杰，担任中华人民共和国驻尼泊尔大使。1967年，由王泽接任。1978年，担任中华人民共和国驻越南社会主义共和国大使。1980年，任中华人民共和国驻希腊大使。
先后出版《中华人民共和国外交简史》、《沧桑九十年-一个外交特使的回忆》、《清季英国侵略西藏史》、《中国西藏地方的涉外问题》、《所谓“西藏独立”活动的由来》和《中国反对外国侵略干涉西藏地方斗争史》等书。2015年去世。